# Mnozil Brass
Mnozil Brass je avstrijski trobilni septet. Izvajajo klasično glasbo, jazz, pop glasbo do opere in operete s tradicionalnimi trobilnimi instrumenti in nekaterimi nenavadnimi instrumenti, kot je npr. basovska trobenta. Njihove nastope dopolnjujejo vmesni komični in pevski vložki v slogu glasbenega kabareta.

## Zgodovina
Člani skupine so se srečali kot študentje na Univerzi za glasbo in uprizoritvene umetnosti Dunaj. Pogosto so zahajali v gostilno Mnozil v 1. dunajskem okrožju, kjer so skupaj igrali. Leta 1992 je tako iz ohlapne zasedbe teh glasbenikov nastala skupina Mnozil Brass.
Od leta 2001 je pihalni septet sodeloval s samostojnim režiserjem Berndom Jeschekom, ki je z glasbeniki ustvaril predstave "Smoke", "Ragazzi" in "Seven". Das Trojanische Boot (Trojanski čoln) je prvo gledališko delo ansambla in tudi skupna produkcija ansambla in Jescheka. Premiera dela je potekala v okviru nemškega umetniškega festivala RuhrTriennale 2005 kot "prva opereta 21. stoletja". Glasbeno se predstava odvija v dveh dejanjih, ki tečeta skozi zgodovino glasbe in skozi različne glasbene sloge.
Leta 2006 je skupina ustvarila glasbo za avstrijski celovečerni film Freundschaft (Prijateljstvo), ki temelji na gledališki predstavi Freundschaft Ruperta Henninga in Floriana Scheuba.
Leta 2008 je skupina v okviru Salzburškega festivala izvedla premiero Irmingard – verjetno opera v 2 dejanjih, pri kateri je zopet sodelovala z režiserjem Jeschekom.
6. januarja 2013 je ansambel v Bayreuthu z delom Hojotoho otvoril jubilejno leto Richarda Wagnerja. Delo je naročilo mesto Bayreuth, pri uprizoritvi pa je sodeloval režiser Philippe Arlaud, ki je med letoma 2002 in 2007 na Wagnerjevem festivalu produciral opero Tannhäuser und der Sängerkrieg auf Wartburg.

## Repertoar
Mnozil Brass ima obsežen repertoar. Na koncertih izvaja ansambel vse vrste glasbe, ki jo člani izvajajo brez not, skupaj s skeči in humornimi vložki. Tako  vsebuje njihov repertoar avstrijske ljudske pesmi in napitnice, kompozicije iz jazza in popularne glasbe, ponovne priredbe klasičnih del, filmske glasbe in šlagerjev. Večino programa izvajajo na trobila, nekaj točk pa izvajajo tudi z drugimi instrumenti npr. s kljunastimi flavtami in petjem.

## Člani
- Thomas Gansch (trobenta)
- Robert Rother (trobenta)
- Roman Rindberger (trobenta) (od 2004)
- Leonhard Paul (pozavna & bas trobenta)
- Gerhard Füßl (pozavna)
- Zoltan Kiss (pozavna) (od 2005)
- Wilfried Brandstötter (tuba)

## Nekdanji člani
- Wolfgang Sohm (trobenta) do 2004
- Sebastian Fuchsberger (pozavna) do 2004
- Ed Partyka (pozavna) do 2005
- Albert Wieder (tuba) (začasna zamenjava za Brandstötterja v letih 2015-2016)

## Diskografija
Zgoščenke
- Volksmusik aus Österreich No Ziel (Mnozil Brass & Gansch Schwestern; Gesa Musikproduktion, 1996)
- Wenn Der Kaiser Grooved (Atemmusik Records, 1998)
- Dasselbe in grün (Hoanzl, 2000)
- Zimt (Hoanzl, 2000)
- Aufhorchen Klangbilder (Extraplatt, 2002)
- Smoke live (Vegiton, 2004)
- Ragazzi (Geco Tonwaren, 2004)
- What Are You Doing The Rest Of Your Life? (Hoanzl, 2009)
- Almrausch (K.E.C., 2011)
- Yes! Yes! Yes! (Südpolentertainment, 2016)

Knjiga z zgoščenko
- Mnozil Brass 20 (Südpolentertainment, 2013)

## Videografija
- Seven – In Concert (RoughTrade, 2004)
- Das trojanische Boot (Hoanzl, 2009)
- Das Gelbe vom Ei – La Crème de la Crème (RoughTrade, 2008)
- Irmingard (Hoanzl, 2009)
- Magic Moments (Südpolentertainment, 2011)
- Blofeld (Südpolentertainment, 2016)